# 3e étape du Tour de France 2020
Pour un article plus général, voir Tour de France 2020.
La 3e étape du Tour de France 2020 se déroule le lundi 31 août 2020 entre Nice et Sisteron, sur une distance de 198 kilomètres.

## Parcours
Le départ se fait pour la troisième journée consécutive à Nice, plusieurs montées sont répertoriées : le col du Pilon (8,4 km à 5,1 %), le col de la Faye (5,3 km à 4,8 %), le col de Lèques (6,9 km à 5,4 %), le col de l’Orme (2,7 km à 5 %). La dernière partie de la course se fait sur des portions plates, voire descendantes. L'arrivée est située pour la première fois à Sisteron.[réf. nécessaire]

## Déroulement de la course
Trois coureurs français s'échappent dès le début de l'étape. Comme la veille, on retrouve à l'avant Benoît Cosnefroy et Anthony Perez, accompagnés cette fois par Jérôme Cousin (Total-Direct Energie). Perez devance Cosnefroy au sommet des deux premières côtes de la journée, puis les deux hommes se relèvent. Alors qu'il allait s'emparer du maillot à pois, Perez est contraint à l'abandon après avoir crevé, puis heurté la voiture de son directeur sportif. Cousin est lui repris par le peloton à 16 km de l'arrivée. Caleb Ewan remporte l'étape au sprint, devant le champion d'Irlande Sam Bennett et le récent champion d'Europe Giacomo Nizzolo (NTT). Deuxième du sprint intermédiaire puis 5e de l'étape, Peter Sagan prend la tête du classement par points. Aucun changement n'est à signaler au classement général.[réf. nécessaire]

## Résultats

### Classement de l'étape
| Classement de la 3e étape | Classement de la 3e étape | Classement de la 3e étape | Classement de la 3e étape | Classement de la 3e étape |
|                           | Coureur                   | Pays                      | Équipe                    | Temps                     |
| ------------------------- | ------------------------- | ------------------------- | ------------------------- | ------------------------- |
| 1er                       | Caleb Ewan                | Australie                 | Lotto-Soudal              | en 5 h 17 min 42 s        |
| 2e                        | Sam Bennett               | Irlande                   | Deceuninck-Quick Step     | + 0 s                     |
| 3e                        | Giacomo Nizzolo           | Italie                    | NTT Pro Cycling           | + 0 s                     |
| 4e                        | Hugo Hofstetter           | France                    | Israel Start-Up Nation    | + 0 s                     |
| 5e                        | Peter Sagan               | Slovaquie                 | Bora-Hansgrohe            | + 0 s                     |
| 6e                        | Edward Theuns             | Belgique                  | Trek-Segafredo            | + 0 s                     |
| 7e                        | Cees Bol                  | Pays-Bas                  | Sunweb                    | + 0 s                     |
| 8e                        | Matteo Trentin            | Italie                    | CCC                       | + 0 s                     |
| 9e                        | Bryan Coquard             | France                    | B&B Hotels-Vital Concept  | + 0 s                     |
| 10e                       | Niccolò Bonifazio         | Italie                    | Total Direct Énergie      | + 0 s                     |
| modifier                  |                           |                           |                           |                           |

### Points attribués
| Sprint intermédiaire Digne-les-Bains (km 160,5) | Sprint intermédiaire Digne-les-Bains (km 160,5) | Sprint intermédiaire Digne-les-Bains (km 160,5) | Sprint intermédiaire Digne-les-Bains (km 160,5) | Sprint intermédiaire Digne-les-Bains (km 160,5) |
| ----------------------------------------------- | ----------------------------------------------- | ----------------------------------------------- | ----------------------------------------------- | ----------------------------------------------- |
|                                                 | Coureur                                         | Pays                                            | Équipe                                          | Point(s)                                        |
| 1er                                             | Jérôme Cousin                                   | France                                          | Total Direct Énergie                            | 20                                              |
| 2e                                              | Peter Sagan                                     | Slovaquie                                       | Bora-Hansgrohe                                  | 17                                              |
| 3e                                              | Niccolò Bonifazio                               | Italie                                          | Total Direct Énergie                            | 15                                              |
| 4e                                              | Giacomo Nizzolo                                 | Italie                                          | NTT Pro Cycling                                 | 13                                              |
| 5e                                              | Alexander Kristoff                              | Norvège                                         | UAE Emirates                                    | 11                                              |
| 6e                                              | Daniel Oss                                      | Italie                                          | Bora-Hansgrohe                                  | 10                                              |
| 7e                                              | Sam Bennett                                     | Irlande                                         | Deceuninck-Quick Step                           | 9                                               |
| 8e                                              | Matteo Trentin                                  | Italie                                          | CCC                                             | 8                                               |
| 9e                                              | Bryan Coquard                                   | France                                          | B&B Hotels-Vital Concept                        | 7                                               |
| 10e                                             | Maximilian Walscheid                            | Allemagne                                       | NTT Pro Cycling                                 | 6                                               |
| 11e                                             | Michael Mørkøv                                  | Danemark                                        | Deceuninck-Quick Step                           | 5                                               |
| 12e                                             | Geoffrey Soupe                                  | France                                          | Total Direct Énergie                            | 4                                               |
| 13e                                             | Damiano Caruso                                  | Italie                                          | Bahrain-McLaren                                 | 3                                               |
| 14e                                             | Rémi Cavagna                                    | France                                          | Deceuninck-Quick Step                           | 2                                               |
| 15e                                             | Sonny Colbrelli                                 | Italie                                          | Bahrain-McLaren                                 | 1                                               |
| modifier                                        |                                                 |                                                 |                                                 |                                                 |

| Arrivée d'étape Sisteron (km 198) | Arrivée d'étape Sisteron (km 198) | Arrivée d'étape Sisteron (km 198) | Arrivée d'étape Sisteron (km 198) | Arrivée d'étape Sisteron (km 198) |
| --------------------------------- | --------------------------------- | --------------------------------- | --------------------------------- | --------------------------------- |
|                                   | Coureur                           | Pays                              | Équipe                            | Point(s)                          |
| 1er                               | Caleb Ewan                        | Australie                         | Lotto-Soudal                      | 50                                |
| 2e                                | Sam Bennett                       | Irlande                           | Deceuninck-Quick Step             | 30                                |
| 3e                                | Giacomo Nizzolo                   | Italie                            | NTT Pro Cycling                   | 20                                |
| 4e                                | Hugo Hofstetter                   | France                            | Israel Start-Up Nation            | 18                                |
| 5e                                | Peter Sagan                       | Slovaquie                         | Bora-Hansgrohe                    | 16                                |
| 6e                                | Edward Theuns                     | Belgique                          | Trek-Segafredo                    | 14                                |
| 7e                                | Cees Bol                          | Pays-Bas                          | Sunweb                            | 12                                |
| 8e                                | Matteo Trentin                    | Italie                            | CCC                               | 10                                |
| 9e                                | Bryan Coquard                     | France                            | B&B Hotels-Vital Concept          | 8                                 |
| 10e                               | Niccolò Bonifazio                 | Italie                            | Total Direct Énergie              | 7                                 |
| 11e                               | Luka Mezgec                       | Slovénie                          | Mitchelton-Scott                  | 6                                 |
| 12e                               | Tom Van Asbroeck                  | Belgique                          | Israel Start-Up Nation            | 5                                 |
| 13e                               | Jonas Koch                        | Allemagne                         | CCC                               | 4                                 |
| 14e                               | Jack Bauer                        | Nouvelle-Zélande                  | Mitchelton-Scott                  | 3                                 |
| 15e                               | Alexander Kristoff                | Norvège                           | UAE Emirates                      | 2                                 |
| modifier                          |                                   |                                   |                                   |                                   |

|   |                 | \| \| Coureur \| Pays \| Équipe \| Secondes \| \| - \| --------------- \| --------- \| --------------------- \| -------- \| \| 1 \| Caleb Ewan \| Australie \| Lotto-Soudal \| 10 s \| \| 2 \| Sam Bennett \| Irlande \| Deceuninck-Quick Step \| 6 s \| \| 3 \| Giacomo Nizzolo \| Italie \| NTT Pro Cycling \| 4 s \| |                       |          |
|   | Coureur         | Pays | Équipe                | Secondes |
| 1 | Caleb Ewan      | Australie | Lotto-Soudal          | 10 s     |
| 2 | Sam Bennett     | Irlande | Deceuninck-Quick Step | 6 s      |
| 3 | Giacomo Nizzolo | Italie | NTT Pro Cycling       | 4 s      |

### Cols et côtes
| Col du Pilon (km 55) 3e catégorie (8,4 km à 5,1%) | Col du Pilon (km 55) 3e catégorie (8,4 km à 5,1%) | Col du Pilon (km 55) 3e catégorie (8,4 km à 5,1%) | Col du Pilon (km 55) 3e catégorie (8,4 km à 5,1%) | Col du Pilon (km 55) 3e catégorie (8,4 km à 5,1%) |
| ------------------------------------------------- | ------------------------------------------------- | ------------------------------------------------- | ------------------------------------------------- | ------------------------------------------------- |
|                                                   | Coureur                                           | Pays                                              | Équipe                                            | Point(s)                                          |
| 1er                                               | Anthony Perez                                     | France                                            | Cofidis                                           | 2                                                 |
| 2e                                                | Benoît Cosnefroy                                  | France                                            | AG2R La Mondiale                                  | 1                                                 |
| modifier                                          |                                                   |                                                   |                                                   |                                                   |

| Col de la Faye (km 63,5) 3e catégorie (5,3 km à 4,8%) | Col de la Faye (km 63,5) 3e catégorie (5,3 km à 4,8%) | Col de la Faye (km 63,5) 3e catégorie (5,3 km à 4,8%) | Col de la Faye (km 63,5) 3e catégorie (5,3 km à 4,8%) | Col de la Faye (km 63,5) 3e catégorie (5,3 km à 4,8%) |
| ----------------------------------------------------- | ----------------------------------------------------- | ----------------------------------------------------- | ----------------------------------------------------- | ----------------------------------------------------- |
|                                                       | Coureur                                               | Pays                                                  | Équipe                                                | Point(s)                                              |
| 1er                                                   | Anthony Perez                                         | France                                                | Cofidis                                               | 2                                                     |
| 2e                                                    | Benoît Cosnefroy                                      | France                                                | AG2R La Mondiale                                      | 1                                                     |
| modifier                                              |                                                       |                                                       |                                                       |                                                       |

| Col des Lèques (km 117,5) 3e catégorie (6,9 km à 5,4%) | Col des Lèques (km 117,5) 3e catégorie (6,9 km à 5,4%) | Col des Lèques (km 117,5) 3e catégorie (6,9 km à 5,4%) | Col des Lèques (km 117,5) 3e catégorie (6,9 km à 5,4%) | Col des Lèques (km 117,5) 3e catégorie (6,9 km à 5,4%) |
| ------------------------------------------------------ | ------------------------------------------------------ | ------------------------------------------------------ | ------------------------------------------------------ | ------------------------------------------------------ |
|                                                        | Coureur                                                | Pays                                                   | Équipe                                                 | Point(s)                                               |
| 1er                                                    | Jérôme Cousin                                          | France                                                 | Total Direct Énergie                                   | 2                                                      |
| 2e                                                     | Benoît Cosnefroy                                       | France                                                 | AG2R La Mondiale                                       | 1                                                      |
| modifier                                               |                                                        |                                                        |                                                        |                                                        |

| Col de l'Orme (km 152,5) 4e catégorie (2,7 km à 5,0%) | Col de l'Orme (km 152,5) 4e catégorie (2,7 km à 5,0%) | Col de l'Orme (km 152,5) 4e catégorie (2,7 km à 5,0%) | Col de l'Orme (km 152,5) 4e catégorie (2,7 km à 5,0%) | Col de l'Orme (km 152,5) 4e catégorie (2,7 km à 5,0%) |
| ----------------------------------------------------- | ----------------------------------------------------- | ----------------------------------------------------- | ----------------------------------------------------- | ----------------------------------------------------- |
|                                                       | Coureur                                               | Pays                                                  | Équipe                                                | Point(s)                                              |
| 1er                                                   | Jérôme Cousin                                         | France                                                | Total Direct Énergie                                  | 1                                                     |
| modifier                                              |                                                       |                                                       |                                                       |                                                       |

### Prix de la combativité
- Jérôme Cousin (Total Direct Énergie)

## Classements à l'issue de l'étape

### Classement général
| Classement général | Classement général | Classement général | Classement général    | Classement général  |
|                    | Coureur            | Pays               | Équipe                | Temps               |
| ------------------ | ------------------ | ------------------ | --------------------- | ------------------- |
| 1er                | Julian Alaphilippe | France             | Deceuninck-Quick Step | en 13 h 59 min 17 s |
| 2e                 | Adam Yates         | Royaume-Uni        | Mitchelton-Scott      | + 4 s               |
| 3e                 | Marc Hirschi       | Suisse             | Sunweb                | + 7 s               |
| 4e                 | Tadej Pogačar      | Slovénie           | UAE Emirates          | + 17 s              |
| 5e                 | Davide Formolo     | Italie             | UAE Emirates          | + 17 s              |
| 6e                 | Egan Bernal        | Colombie           | Ineos Grenadiers      | + 17 s              |
| 7e                 | Tom Dumoulin       | Pays-Bas           | Jumbo-Visma           | + 17 s              |
| 8e                 | Sergio Higuita     | Colombie           | EF Pro Cycling        | + 17 s              |
| 9e                 | Guillaume Martin   | France             | Cofidis               | + 17 s              |
| 10e                | Esteban Chaves     | Colombie           | Mitchelton-Scott      | + 17 s              |
| modifier           |                    |                    |                       |                     |

| Classement par points | Classement par points | Classement par points | Classement par points    | Classement par points |
| --------------------- | --------------------- | --------------------- | ------------------------ | --------------------- |
|                       | Coureur               | Pays                  | Équipe                   | Point(s)              |
| 1er                   | Peter Sagan           | Slovaquie             | Bora-Hansgrohe           | 79 points             |
| 2e                    | Alexander Kristoff    | Norvège               | UAE Emirates             | 77 pts                |
| 3e                    | Sam Bennett           | Irlande               | Deceuninck-Quick Step    | 74 pts                |
| 4e                    | Matteo Trentin        | Italie                | CCC                      | 54 pts                |
| 5e                    | Caleb Ewan            | Australie             | Lotto-Soudal             | 50 pts                |
| 6e                    | Giacomo Nizzolo       | Italie                | NTT Pro Cycling          | 46 pts                |
| 7e                    | Bryan Coquard         | France                | B&B Hotels-Vital Concept | 37 pts                |
| 8e                    | Cees Bol              | Pays-Bas              | Sunweb                   | 32 pts                |
| 9e                    | Julian Alaphilippe    | France                | Deceuninck-Quick Step    | 30 pts                |
| 10e                   | Mads Pedersen         | Danemark              | Trek-Segafredo           | 30 pts                |
| modifier              |                       |                       |                          |                       |

| Classement du meilleur grimpeur | Classement du meilleur grimpeur | Classement du meilleur grimpeur | Classement du meilleur grimpeur | Classement du meilleur grimpeur |
| ------------------------------- | ------------------------------- | ------------------------------- | ------------------------------- | ------------------------------- |
|                                 | Coureur                         | Pays                            | Équipe                          | Point(s)                        |
| 1er                             | Benoît Cosnefroy                | France                          | AG2R La Mondiale                | 21 points                       |
| 2e                              | Michael Gogl                    | Autriche                        | NTT Pro Cycling                 | 12 pts                          |
| 3e                              | Toms Skujiņš                    | Lettonie                        | Trek-Segafredo                  | 6 pts                           |
| 4e                              | Kasper Asgreen                  | Danemark                        | Deceuninck-Quick Step           | 6 pts                           |
| 5e                              | Nicolas Roche                   | Irlande                         | Sunweb                          | 5 pts                           |
| 6e                              | Jérôme Cousin                   | France                          | Total Direct Énergie            | 3 pts                           |
| 7e                              | Robert Gesink                   | Pays-Bas                        | Jumbo-Visma                     | 3 pts                           |
| 8e                              | Michael Schär                   | Suisse                          | CCC                             | 2 pts                           |
| 9e                              | Fabien Grellier                 | France                          | Total Direct Énergie            | 2 pts                           |
| 10e                             | Marc Hirschi                    | Suisse                          | Sunweb                          | 2 pts                           |
| modifier                        |                                 |                                 |                                 |                                 |

| Classement général du meilleur jeune | Classement général du meilleur jeune | Classement général du meilleur jeune | Classement général du meilleur jeune | Classement général du meilleur jeune |
|                                      | Coureur                              | Pays                                 | Équipe                               | Temps                                |
| ------------------------------------ | ------------------------------------ | ------------------------------------ | ------------------------------------ | ------------------------------------ |
| 1er                                  | Marc Hirschi                         | Suisse                               | Sunweb                               | en 13 h 59 min 24 s                  |
| 2e                                   | Tadej Pogačar                        | Slovénie                             | UAE Emirates                         | + 10 s                               |
| 3e                                   | Egan Bernal                          | Colombie                             | Ineos Grenadiers                     | + 10 s                               |
| 4e                                   | Sergio Higuita                       | Colombie                             | EF Pro Cycling                       | + 10 s                               |
| 5e                                   | Enric Mas                            | Espagne                              | Movistar                             | + 10 s                               |
| 6e                                   | Valentin Madouas                     | France                               | Groupama-FDJ                         | + 2 min 17 s                         |
| 7e                                   | Daniel Felipe Martínez               | Colombie                             | EF Pro Cycling                       | + 3 min 46 s                         |
| 8e                                   | Harold Tejada                        | Colombie                             | Astana                               | + 4 min 33 s                         |
| 9e                                   | Niklas Eg                            | Danemark                             | Trek-Segafredo                       | + 8 min 49 s                         |
| 10e                                  | Lennard Kämna                        | Allemagne                            | Bora-Hansgrohe                       | + 10 min 27 s                        |
| modifier                             |                                      |                                      |                                      |                                      |

| Classement par équipes | Classement par équipes | Classement par équipes | Classement par équipes |
|                        | Équipe                 | Pays                   | Temps                  |
| ---------------------- | ---------------------- | ---------------------- | ---------------------- |
| 1re                    | Trek-Segafredo         | États-Unis             | en 41 h 58 min 42 s    |
| 2e                     | EF Pro Cycling         | États-Unis             | + 0 s                  |
| 3e                     | Astana                 | Kazakhstan             | + 0 s                  |
| 4e                     | Bahrain-McLaren        | Bahreïn                | + 0 s                  |
| 5e                     | Ineos Grenadiers       | Royaume-Uni            | + 1 min 2 s            |
| 6e                     | Movistar               | Espagne                | + 1 min 10 s           |
| 7e                     | Jumbo-Visma            | Pays-Bas               | + 1 min 14 s           |
| 8e                     | UAE Emirates           | Émirats arabes unis    | + 2 min 7 s            |
| 9e                     | Groupama-FDJ           | France                 | + 2 min 7 s            |
| 10e                    | AG2R La Mondiale       | France                 | + 3 min 36 s           |
| modifier               |                        |                        |                        |

## Abandon
- Anthony Perez (Cofidis) : abandon sur chute[1]